# 林野宏
林野 宏（りんの ひろし、1942年（昭和17年）8月5日 - ）は、株式会社クレディセゾン代表取締役会長CEO。埼玉大学フェロー。元経済同友会副代表幹事。

## 人物
京都府出身。埼玉県立浦和西高等学校を経て埼玉大学文理学部卒業後、西武百貨店入社。セゾングループ創業者堤清二のお別れの会では、ドナルド・キーンと共に実行委員長を務めた。
1982年、西武百貨店から西武クレジットに転籍。クレジット事業を主業とするための企画立案を担当する。社長就任後にはポイントに有効期限のない「永久不滅ポイント」のサービスや、Visa、マスターカード、アメリカン・エキスプレスと提携するなどした。

## 略歴
- 1965年　埼玉大学文理学部卒業、西武百貨店入社。以後、人事部、企画室、営業企画室、宇都宮店次長などを経る。
- 1982年　西武クレジット（現・クレディセゾン）にクレジット本部営業企画部長として転籍。
- 2000年　クレディセゾン代表取締役社長に就任。
- 2003年　りそなホールディングス社外取締役に就任。
- 2005年　経済同友会副代表幹事に就任。
- 2010年　埼玉大学からフェロー称号を授与[5]。
- 2019年　クレディセゾン代表取締役会長CEO[6]。

## 著書
- 『勝つ人の考え方　負ける人の考え方』、かんき出版、2005年。ISBN 4761262664
- 『誰も教えてくれなかった運とツキの法則』、致知出版社、2011年。ISBN 9784884749187
- 『BQ　次代を生き抜く新しい能力』（サイバーエージェントの藤田晋社長との対談も収録）、プレジデント社、2012年。ISBN 9784833420303